# Bunops acutifrons
Bunops acutifrons är en kräftdjursart som beskrevs av Birge 1893. Bunops acutifrons ingår i släktet Bunops och familjen Macrothricidae. Inga underarter finns listade.